# Норт Адамс (Мичиген)
Норт Адамс (енгл. North Adams) град је у америчкој савезној држави Мичиген.

## Демографија
По попису из 2010. године број становника је 477, што је 37 (-7,2%) становника мање него 2000. године.
| Група             | 2000.       | 2010.       |
| Белци             | 501 (97,5%) | 468 (98,1%) |
| Афроамериканци    | 0 (0,0%)    | 0 (0,0%)    |
| Азијати           | 0 (0,0%)    | 2 (0,4%)    |
| Хиспаноамериканци | 10 (1,9%)   | 1 (0,2%)    |
| Укупно            | 514         | 477         |